# Villar de Torre
Villar de Torre település Spanyolországban, La Rioja autonóm közösségben. Villar de Torre Badarán és San Millán de la Cogolla községekkel határos. Lakosainak száma 147 fő (2024).

## Népesség
A település népessége az elmúlt években az alábbi módon változott:
| Lakosok száma | 298  | 268  | 282  | 277  | 244  | 210  | 172  | 158  | 162  | 147  |
|               | 2001 | 2004 | 2007 | 2009 | 2012 | 2014 | 2017 | 2019 | 2022 | 2024 |